# Валеса-Чеолини (Порденоне)
Валеса-Чеолини је насеље у Италији у округу Порденоне, региону Фурланија-Јулијска крајина.
Према процени из 2011. у насељу је живело 10 становника. Насеље се налази на надморској висини од 67 м.